# Hrvatski pisci iz BiH, I
- Ilijić, Varešanin, Grgo
- Ilijić, Stjepko
- Ištuk, Silvestar
- Ivančić, Viktor
- Ivandić, Ante Mate
- Ivanišin, Nikola
- Ivanković, Željko